# Polonia în Primul Război Mondial
În timp ce Polonia nu a existat ca stat independent în timpul Primului Război Mondial, poziția sa geografică între puterile care s-au luptat a însemnat pierderi materiale și umane teribile care au avut loc pe teritoriul Poloniei între 1914 și 1918. Când Primul Război Mondial a început, teritoriul polonez, divizat în timpul împărțirii între Austro-Ungaria, Imperiul German și Imperiul Rus, a devenit scena operațiunilor de pe Frontul de Est al Primului Război Mondial.
După război și prăbușirea Imperiilor Ruse, Germane și Austro-Ungarie, Polonia a devenit o repiblică independentă.

## Împărțirea celor trei Imperii
Războiul a împărțit rândurile celor trei imperii de partiționare, asmuțind Rusia în calitate de apărător al Siberiei și ca aliat al Marii Britanii și Franței împotriva celor mai importanți membri ai Puterilor Centrale: Germania și Austro-Ungaria. Această situație i-a condus pe polonezi pe o pârghie politică, ambele părți oferind angajamente de viitoare concesii și autonomie în schimbul loialiății poloneze și a armatei. Austriecii au vrut să includă Congresul Poloniei pe teritoriul lor din Galiția, astfel încât, chiar înainte de război au permis organizarțiilor naționaliste să se formeze acolo (de exemplu, Zwiazek Strzelecki). Rușii au recunoscut dreptul polonez de autonomie și a permis formarea Comitetului Național polonez, care a sprijinit partea rusească. În 1916, în încercarea de a câștiga sprijinul polonez al Puterilor Centrale și să ridice o armata poloneză, germanii și austriecii au declarat un nou Regat al Poloniei (1916-1918). Noul regat a constat într-o mică parte a vechii Comunități, adică pe teritoriul Congresului Poloniei, deși au fost făcute unele promisiuni cu privire la o viitoare încorporare a orașelor Vilnius și Minsk. Regatul a fost condus de trei regenți, poseda un Parlament și un Guvern, o mică armată și propria monedă (marca poloneză). Regaul Poloniei a fost al patrulea și ultima monarhie din istoria Poloniei.

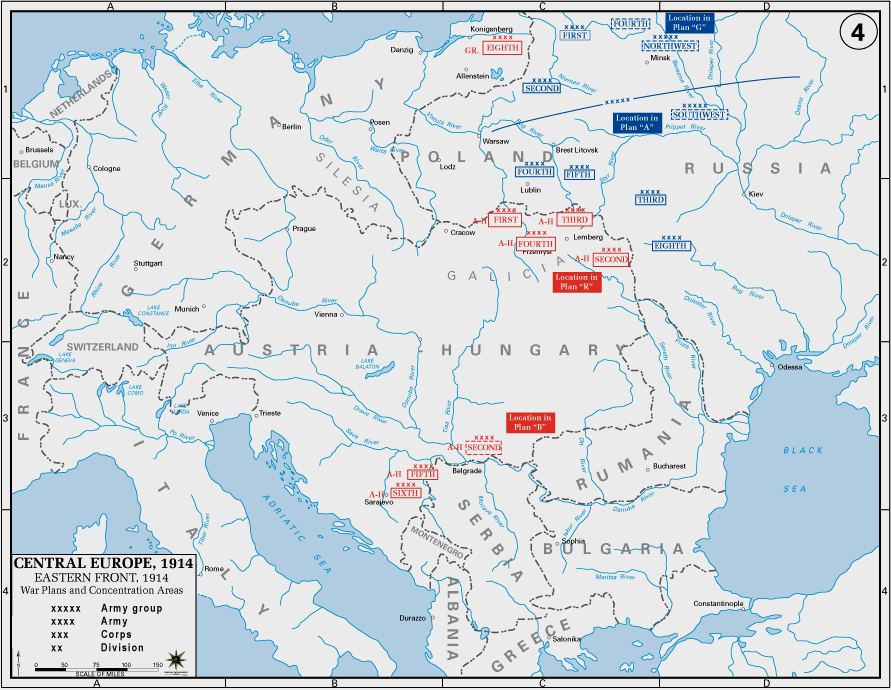
Frontul de Est al conflictului în 1914. Teritoriile poloneze s-au situat aproximativ în partea de nord a frontului. Întreaga frontieră germano-rusă și frontiera austro-rusă de nord au trecut pe aceste meleaguri.

Pe măsură ce războiul a stabilit un lung impas, problema polonezilor de auto-guvernate a câștigat o importanță și mai mare. Roman Dmowski a petrecut anii războiului în Europa de Vest, în speranța de a convinge aliații să unifice ținuturile poloneze sub conducerea rusă ca un prim pas de eliberare. Între timp, Piłsudski a prezis corect că războiul va ruina toate cele trei teritorii partiționate, o concluzie pe care cei mai mulți oameni o credeau foarte puțin probabilă înainte de 1918. Prin urmare, Piłsudski a format Legiunile poloneze pentru a ajuta Puterile Centrale sa înfrângă Rusia, ca un prim pas spre independența deplină pentru Polonia.
Fortele germane s-au intalnit cu ostilitatile si cu neincrederea. Spre deosebire de fortele napoleoniene cu un secol mai devreme, polonezii nu ii vedeau ca pe niste eliberatori.
Rusii si-au luat ramas bun cu tristete, durere si incertitudine. Nu a avut loc nici o hartuire a soldatilor rusi si nici atacuri asupra ranitilor. Pentru multi polonezi, rusii la acea vreme erau considerati ca ai lor, ca urmare a procesului de liberalizare care a avut loc in Imperiul Rus, dupa Revolutia din 1905. Acest lucru se afla in contrast cu Germania, care prin actiunile sale neobosite de a germaniza polonezii in interiorul frontierelor sale, reva scolara Września, persecutarea educatiei poloneze in Pomerania, si in 1914 distrugerea Kaliszului, a dus la cresterea sentimentelor pro-rusesti si anti-germane. Abia la sfarsitul verii anului 1915, dupa politici dure ale jafurilor rusesti a terenurilor din Polonia, i-a făcut pe acestia sa-si diminueze simpatia fără de rusi.

## Regatul Poloniei (1916 - 1918)

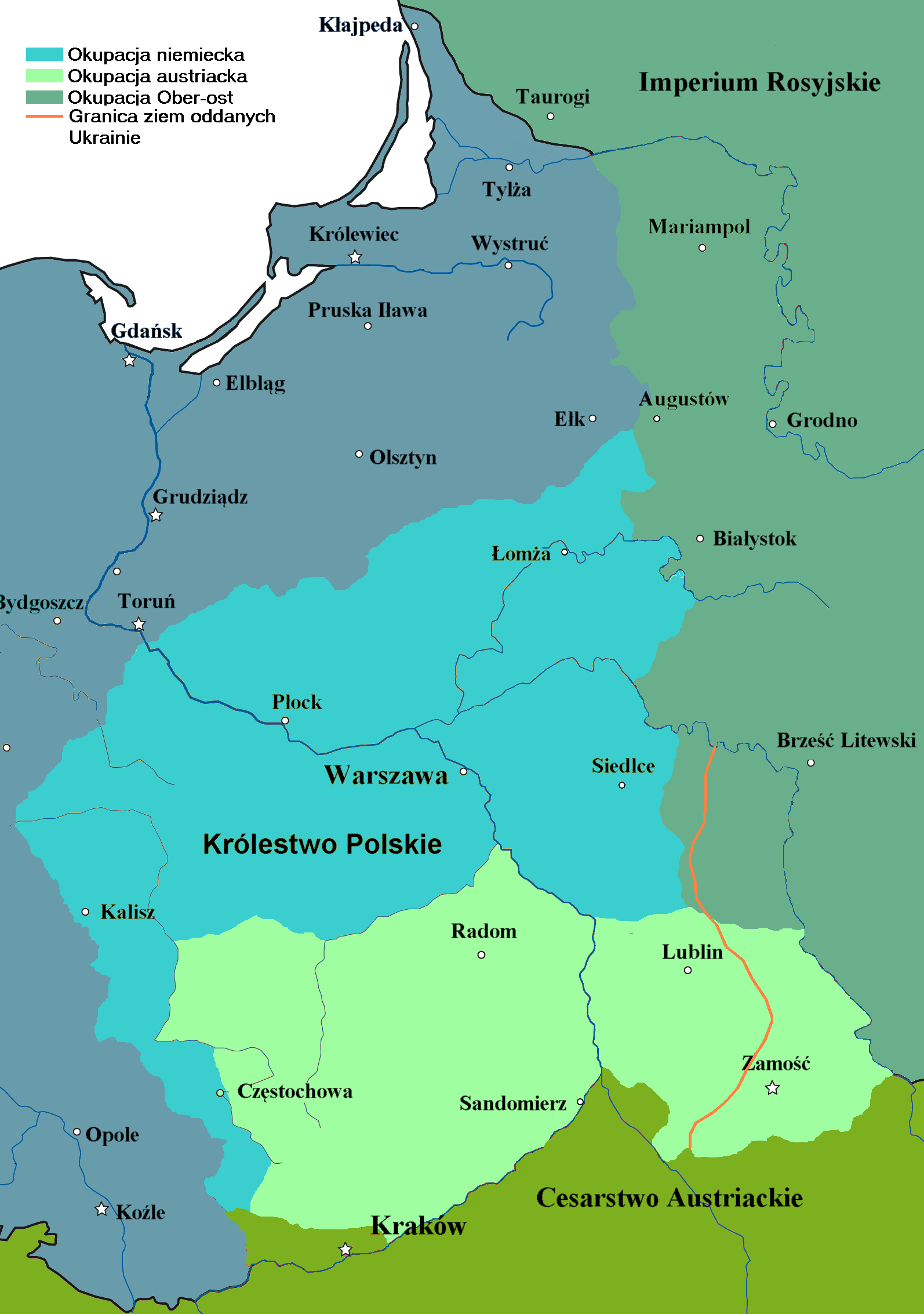
Ocupația Regatului Poloniei în Primul Război Mondial

În 1916, în încercarea de a crește sprijinul polonezilor pentru Puterile Centrale și pentru a ridica o armată poloneză, germanii și austriecii au declarat un nou stat numit Regatul Poloniei. Nou Regat, în realitatea, a fost doar un stat client sub armata militară și economică și era controlului politic al Reich-ului german, teritoriul său având să fie creat după război și avea să cuprindă doar o mică parte din vechea Comunitatea, de aproximativ 30.000 de kilometri pătrați din zonele vestice anexate Germaniei. Populația poloneză și evreiască din zonele acelea aveau să fie expulzată și înlocuită cu coloniștii germani. A fost înființat un Consiliu de Regență care forma un guvern și permitea să se emita propria modenă (marca poloneză).

## Câmpul de luptă
O mare parte din luptele grele pe Frontul de Est a războiului au avut loc pe teritoriul fostului stat polonez. În 1914, forțele rusești au avansat foarte aproape de Cracovia înainte de a fi învinse din nou. Primăvara anului următor, au avut loc lupte grele în jurul orașelor Gorlice și Przemyśl, la est de Cracovia în Galiția. În 1915, teritoriile poloneze au fost jefuite și abandonate de către armata rusă în retragere, încercând să imite politica din 1812. De asemenea, rușii au evacuat și deportat sute de mii de locuitori suspectați de colaborare cu inamicul. Până la sfârșitul anului 1915, germanii au ocupat întregul sector rus, inclusiv Varșovia. În 1916, o altă ofensivă rusească în Galiția a exacerbat situația deja disperată a civililor în zona de război, unde aproximativ 1 milion de refugiați polonezi au fugit spre est, în spatele liniilor rusești. Deși ofensiva rusă din 1916 i-a luat prins surprindere pe germani și austrieci, comunicațiile și logistica slabă i-a impiedicat pe ruși să profite pe deplin de situația lor.
Un total de 2 milioane de militari polonezi au luptat cu armatele celor trei puteri de ocupație, și circa 450.000 au murit. Câteva sute de mii de civili polonezi au fost mutați în lagăre de muncă în Germania, iar 800.000 de oameni au fost deportați de către forțele țariste spre est. Strategiile de retragere a ambelor părți a lăsat o mare zonă de război nelocuibilă. Totalul deceselor între 1914 și 1918, militare și civile, au fost estimate la aproximativ 1.128.000.

## Recuperarea statalității
În 1917, două evenimente separate au schimbat caracterul războiului și au dus spre renașterea Poloniei. Statele Unite au intrat în conflict de partea aliaților, în timp ce un proces de resturnare revoluționară din Rusia a slăbit și i-a scos pe ruși de pe Frontul de Est, aducând în cele din urmă bolșevicii la putere. După ce ultima avansare a rușilor în Galiția a eșuat la mijlocul anului 1917, germanii au trecut la ofensivă din nou. Armata rușilor revoluționari a încetat să mai fie un factor, iar Rusia a fost forțată să semneze Tratatul de la Brest-Litovsk în care ceda toate terenurile poloneze către Puterea Centrală. După ce cuceririle din est au fost asigurate, Germania și Austro-Ungaria a început o politică de creare a unei Europe Centrale și în 5 noiembrie 1917, a promis să creeze un regat al Poloniei după război.
Dezertarea Rusiei din coaliția aliată a dat frâu liber la chemarea lui Woodrow Wilson, președintele american, pentru a trasnforma războiul într-o cruciadă pentru restăpânirea democrației și eliberarea polonezilor și a altor popoare din suzeranitatea Puterilor Centrale.
Józef Piłsudski a devenit un erou popular atunci când Berlinul l-a închis pentru insubordonare. Aliații au spart rezistența Puterilor Centrale în toamna anului 1918, iar monarhia habsburgică s-a dezintegrat și guvernul imperial german s-a prăbușit. În octombrie 1918, autoritățile poloneze au preluat Galiția și Cieszyn Silezia. În noiembrie 1918, Piłsudski a fost eliberat de către revoluționari și s-a întors în Varșovia. La sosirea sa, pe 11 noiembrie 1918, Consiliul Regent al Regatului Poloniei i-a cedat toate responsabilitățile iar Piłsudski a preluat controlul asupra statului nou creat, ca șef provizoriu de stat. În curând, toate guvernele locale care fuseseră create în ultimele luni ale războiului au promis supunere în fața guvernului central de la Varșovia. Polonia independentă, care fusese absentă de pe harta Europei timp de 123 de ani, renăscuse.
Statul nou creat a constat inițial din fostul Congres polonez, vestul Galiției (cu Lwów asediat de către ucraineni) și cu o parte din Cieszyn Silezia.

## Biografie
- The History of Poland Since 1863, R. F. Leslie Series: Cambridge Russian, Soviet and Post-Soviet Studies (No. 31),page 98, 1983
- A companion to international history 1900-2001 Gordon Martel, page 126, July 2007, Wiley-Blackwell
- John N. Horne, Alan Kramer, German Atrocities, 1914: A History of Denial, Yale University Press, 2001, ISBN 0-300-10791-9, Google Print, p. 83
- Roger Chickering, Stig Förster, Great War, Total War: Combat and Mobilization on the Western Front, 1914–1918, Cambridge University Press, 2000, ISBN 0-521-77352-0, Google Print, p. 160
- Barnett R. Rubin, Jack L. Snyder, Post-Soviet Political Order: Conflict and State Building, Routledge, 1998, ISBN 0-415-17069-9, Google Print, p. 43
- Alan Kramer, Dynamic of Destruction: Culture and Mass Killing in the First World War, Oxford University Press, 2007, ISBN 0-19-280342-5, Google Print, p. 151
- R. Bideleux, I. Jeffries. A History of Eastern Europe: Crisis and Change. Routledge. 1998. p. 186
- Andrzej Gawryszewski (2005). Ludnosc Polski w XX wieku. Warsaw.
- German army, 1914–1918: Histories of two hundred and fifty-one divisions, WWI | World War One Resource Centre | Great War History | www.vlib.us/wwi/resources/. Vlib.us. Retrieved on 2011-06-12.
- Cavalry Regiments 1914. Austro-Hungarian Army. Retrieved on 2011-06-12.
- Units of the Polish Army in France, Haller Army, Blue Army. Hallersarmy.com. Retrieved on 2011-06-12.